# Польща на зимових Олімпійських іграх 1936
Польща на зимових Олімпійських іграх 1936 року, які проходили у німецькому місті Гарміш-Партенкірхен, була представлена 20 спортсменами (всі чоловіки) у 6 видах спорту. Прапороносцем на церемонії відкриття Олімпійських ігор був лижник Броніслав Чех. Польські спортсмени не здобули жодної медалі.

## Гірськолижний спорт
| Спортсмен      | Дисципліна           | Швидкісний спуск | Швидкісний спуск | Слалом         | Слалом | Слалом | Разом         | Разом |
| Спортсмен      | Дисципліна           | Час              | Місце            | Час 1          | Час 2  | Місце  | Загальні бали | Місце |
| -------------- | -------------------- | ---------------- | ---------------- | -------------- | ------ | ------ | ------------- | ----- |
| Федор Вейншенк | комбінація, чоловіки | 6:26.0           | 35               | 1:56.6 (+0:06) | 2:21.2 | 33     | 65.67         | 32    |
| Кароль Заянц   | комбінація, чоловіки | 6:20.6           | 34               | 1:35.0         | 1:42.5 | 23     | 74.87         | 28    |
| Броніслав Чех  | комбінація, чоловіки | 5:46.4           | 20               | 1:30.4         | 1:42.9 | 19     | 79.41         | 20    |

## Ковзанярський спорт
| Дисципліна        | Спортсмен     | Забіг   | Забіг |
| Дисципліна        | Спортсмен     | Час     | Місце |
| ----------------- | ------------- | ------- | ----- |
| 5000 м, чоловіки  | Ян Кальбарчик | 8:47.7  | 12    |
| 10000 м, чоловіки | Ян Кальбарчик | 17:54.0 | 9     |

## Лижне двоборство
| Спортсмен         | Змагання                    | Лижні перегони | Лижні перегони | Лижні перегони | Стрибок з трампліну | Стрибок з трампліну | Стрибок з трампліну | Стрибок з трампліну | Разом | Разом |
| Спортсмен         | Змагання                    | Бали           | Час            | Місце          | Дистанція 1         | Дистанція 2         | Бали                | Місце               | Бали  | Місце |
| ----------------- | --------------------------- | -------------- | -------------- | -------------- | ------------------- | ------------------- | ------------------- | ------------------- | ----- | ----- |
| Анджей Марусаж    | нормальний трамплін / 18 км | 1'31:30        | 153.4          | 36             | 46.0                | 47.0                | 192.1               | 12                  | 345.5 | 32    |
| Броніслав Чех     | нормальний трамплін / 18 км | 1'25:55        | 181.9          | 23             | 46.0                | 45.5                | 193.1               | 11                  | 375.0 | 16    |
| Станіслав Марусаж | нормальний трамплін / 18 км | 1'25:27        | 184.4          | 18             | 51.0                | 50.0                | 208.9               | 3                   | 393.3 | 7     |
| Мар'ян Орлевич    | нормальний трамплін / 18 км | 1'25:27        | 184.4          | 18             | 41.0                | 43.0                | 179.4               | 31                  | 363.8 | 24    |

## Лижні перегони
| Дисципліна                    | Спорстмени                                                    | Дистанція | Дистанція |
| Дисципліна                    | Спорстмени                                                    | Час       | Місце     |
| ----------------------------- | ------------------------------------------------------------- | --------- | --------- |
| 18 км, чоловіки               | Станіслав Карпель                                             | 1'27:31   | 42        |
| 18 км, чоловіки               | Броніслав Чех                                                 | 1'25:55   | 33        |
| 18 км, чоловіки               | Мар'ян Орлевич                                                | 1'25:27   | 32        |
| 18 км, чоловіки               | Міхал Гурський                                                | 1'23:11   | 22        |
| 50 км, чоловіки               | Станіслав Карпель                                             | 4'06:26   | 26        |
| 4 × 10 км, естафета, чоловіки | Міхал Гурський Мар'ян Орлевич Станіслав Карпель Броніслав Чех | 2'58:50   | 7         |

## Стрибки з трапліна
| Спортсмен         | Дисципліна          | Стрибок 1 | Стрибок 1 | Стрибок 1 | Стрибок 2 | Стрибок 2 | Стрибок 2 | Разом | Разом |
| Спортсмен         | Дисципліна          | Відстань  | Бали      | Місце     | Відстань  | Бали      | Місце     | Бали  | Місце |
| ----------------- | ------------------- | --------- | --------- | --------- | --------- | --------- | --------- | ----- | ----- |
| Броніслав Чех     | нормальний трамплін | 62.5      | 95.2      | 35        | 63.5      | 97.8      | 30        | 193.0 | 33    |
| Анджей Марусаж    | нормальний трамплін | 66.0      | 102.6     | 16        | 66.0      | 101.1     | 23        | 203.7 | 21    |
| Станіслав Марусаж | нормальний трамплін | 73.0      | 109.4     | 7         | 75.5      | 112.2     | 5         | 221.6 | 5     |

## Хокей
|  | Склад команди Юзеф Стоговський Генрик Пжеждзєцький Віталіс Людвічак Чеслав Мархевчик Адам Ковальський Анджей Волковський Едмунд Зеліньський Владислав Круль Мечислав Каспжинський Роман Ступницький |

### Попередній турнір
Дві найкращі команди пройшли у півфінал:
Турнірна таблиця
| М | Команда | І | Пер | Н | Пор | Ш     | О |
| - | ------- | - | --- | - | --- | ----- | - |
| 1 | Канада  | 3 | 3   | 0 | 0   | 24:3  | 6 |
| 2 | Австрія | 3 | 2   | 0 | 1   | 11:7  | 4 |
| 3 | Польща  | 3 | 1   | 0 | 2   | 11:12 | 2 |
| 4 | Латвія  | 3 | 0   | 0 | 3   | 3:27  | 0 |

Скорочення: М = підсумкове місце, І = ігри, Пер = перемоги, Н = нічиї, Пор = поразки, Ш = закинуті та пропущені шайби, О = набрані очки
Зіграні матчі
| 6 лютого 1936 | Гарміш-Партенкірхен | Канада  | – | Польща | 8:1 (5:0,2:1,1:0) |
| 7 лютого 1936 | Гарміш-Партенкірхен | Австрія | – | Польща | 2:1 (0:0,0:0,2:1) |
| 8 лютого 1936 | Гарміш-Партенкірхен | Польща  | – | Латвія | 9:2 (1:0,4:0,4:2) |